# Moinhos da Gândara
Pour les articles homonymes, voir Moinhos et Gândara.
Moinhos da Gândara est une paroisse civile portugaise (en portugais : freguesia) de la municipalité de Figueira da Foz dans le district et la région de Coimbra.

## Géographie
Moinhos da Gândara est située au nord de Figueira da Foz.

## Histoire
Séparée du reste d'Alhadas par une forêt de pins, Moinhos da Gândara cherche à obtenir son indépendance à la fin des années 1980. Le 12 juillet 1997, Moinhos da Gândara devient une paroisse civile autonome (freguesia).

## Démographie
Lors du recensement de 2021, Moinhos da Gândara compte 1 098 habitants. C'est alors la paroisse la moins peuplée de la municipalité de Figueira da Foz.